# Roberto Frojuelo
Roberto Fernando Frojuello  (São Paulo, 8 de noviembre de 1937-Ib., 29 de enero de 2021) fue un futbolista brasilero que jugaba como delantero. Jugó en River Plate de la Primera División de Argentina y en Colo-Colo de la Primera División de Chile, entre otros clubes.

## Trayectoria
Hizo su debut en 1956, jugando cuatro partidos con el primer equipo de São Paulo FC. Después de haber pasado algún tiempo con el Guarani, volvió a São Paulo FC, donde entre 1959 y 1960 marcó treinta goles. En 1961 se añadió a la lista de los brasileños que jugaron en Argentina, al firmar para River Plate. En el club  de Buenos Aires abundaban varios compatriotas suyos. Entre ellos estaba Delém, con quien compartió el plantel durante dos años consecutivos en 1962 y 1963. El balance de los tres campeonatos fue positivo, ya que el equipo finalizó en los lugares segundo y tercero en la tabla. 
En 1964, el ala izquierda brasileño pasa al Colo-Colo de Chile y se convirtió en el primer jugador brasileño que militó en el equipo chileno. Su desempeño en el club albo registra 38 partidos jugados y 15 goles marcados.
Volvió a su patria en 1966, ganando el campeonato estatal de São Paulo, con el escudo de Palmeiras.

## Selección nacional
Fue internacional con la Selección de Brasil, jugando solamente 3 partidos, en las Copa Rocca con Argentina y 3 partidos más, en la Copa Atlántica con Uruguay, Paraguay y Argentina. En total, 6 partidos con la camiseta nacional brasileña.

## Clubes
| Club         | País      | Año       |
| ------------ | --------- | --------- |
| São Paulo FC | Brasil    | 1956      |
| Guarani      | Brasil    | 1957-1958 |
| São Paulo FC | Brasil    | 1959-1960 |
| River Plate  | Argentina | 1961-1963 |
| Colo-Colo    | Chile     | 1964-1965 |
| Palmeiras    | Brasil    | 1966      |